# Elecciones federales de Suiza de 1963
Las elecciones federales de Suiza fueron realizadas el 27 de octubre de 1963. El Partido Socialista Suizo permaneció como el partido más grande del Consejo Nacional, obteniendo 53 de los 200 escaños.

## Resultados

### Consejo Nacional
| Partido                                                    | Votos     | %    | Escaños | +/– |
| ---------------------------------------------------------- | --------- | ---- | ------- | --- |
| Partido Socialista Suizo                                   | 256.063   | 26.6 | 53      | +2  |
| Partido Radical Democrático Suizo                          | 230.200   | 23.9 | 51      | 0   |
| Partido Demócrata Cristiano                                | 225.160   | 23.4 | 48      | +1  |
| Partido de los Agricultores, Comerciantes e Independientes | 109.202   | 11.4 | 22      | –1  |
| Alianza de los Independientes                              | 48.224    | 5.0  | 10      | 0   |
| Unión Democrática Liberal                                  | 21.501    | 2.2  | 6       | +1  |
| Partido Suizo del Trabajo                                  | 21.088    | 2.2  | 4       | +1  |
| Grupo Sociopolítico                                        | 16.978    | 1.8  | 4       | 0   |
| Partido Popular Evangélico de Suiza                        | 15.690    | 1.6  | 2       | 0   |
| Otros partidos                                             | 17.643    | 1.8  | 0       | –   |
| Votos en blanco/nulos                                      | 25.248    | –    | –       | –   |
| Total                                                      | 986.997   | 100  | 200     | +4  |
| Participación electoral                                    | 1.493.026 | 66.1 | –       | –   |
| Fuente: Nohlen & Stöver                                    |           |      |         |     |

### Consejo de los Estados
En varios cantones, los miembros del Consejo de los Estados fueron elegidos por los parlamentarios cantonales.
| Partido                                                    | Escaños | +/– |
| ---------------------------------------------------------- | ------- | --- |
| Partido Demócrata Cristiano                                | 18      | +1  |
| Partido Radical Democrático Suizo                          | 13      | 0   |
| Partido de los Agricultores, Comerciantes e Independientes | 4       | +1  |
| Partido Socialista Suizo                                   | 3       | –1  |
| Unión Democrática Liberal                                  | 3       | 0   |
| Grupo Sociopolítico                                        | 3       | +2  |
| Alianza de los Independientes                              | 0       | 0   |
| Total                                                      | 44      | 0   |
| Fuente: Nohlen & Stöver                                    |         |     |